# De fem familier
De fem familier er et samlet udtryk for de fem store kriminelle mafiafamilier af italiensk-amerikansk oprindelse. Familierne blev skabt i 1931, og fra 1940'erne og frem til midten af 1980'erne var de dominerende i den organiserede kriminalitet i New York.[kilde mangler] Vedtagelsen af RICO-loven i 1970, der var rettet mod den organiserede kriminalitet, var en væsentlig faktor i familiernes begrænsede betydning.[kilde mangler]
Familierne findes stadig men er ikke dominerende.[kilde mangler]
De fem familier er:
- Bonanno-familien
- Colombo-familien
- Genovese-familien
- Gambino-familien
- Lucchese-familien

Flere af familierne har gået under andre navne, blandt andet Colombo-familien, der tidligere er blevet kaldt Profaci-familien efter den tidligere boss Joe Profaci. Gambino-familien hed tidligere Anastasia-familien efter den tidligere boss Albert Anastasia, og Genovese-familien var tidligere kendt som Luciano-familien efter Charles "Lucky" Luciano.

## I populærkultur
- The Godfather, som skildrer en fiktiv italiensk-amerikansk families opstigning i det kriminelle hierarki i New York og USA.